# Lendava
Lendava (in ungherese: Lendva, in tedesco Lindau) è un comune di 11 384 abitanti della Slovenia nord-orientale, al valico di confine tra Slovenia ed Ungheria di Dolga Vas-Rédics, e l'ungherese, assieme allo sloveno, è una delle lingue ufficiali del comune. Il territorio comunale è stretto lungo la fascia di confine slovena con la Croazia e l'Ungheria.
| %      | Ripartizione linguistica (gruppi principali) |
| ------ | -------------------------------------------- |
| 7,3%   | madrelingua croata                           |
| 42,05% | madrelingua ungherese                        |
| 46,77% | madrelingua slovena                          |

## Storia
Il primo insediamento fu il forte romano di Haliacanum, nato per proteggere i confini orientali dell'impero. Nell'epoca medioevale la zona venne popolata da genti di etnia ungherese, governate dal 1192 dagli Hahold poi dai Bánffy, discendenti di un bano di nome Nicola. Tale famiglia riuscì a mantenere il loro dominio fino alla fine del XVII secolo.
Lendava fu un distretto (in ungherese: járás) inserito nella contea di Zala del Regno d'Ungheria fino al 1918, quando passò al Regno di Jugoslavia. Fu annessa all'Ungheria nuovamente tra il 1941 e il 1945.

## Monumenti e luoghi d'interesse
- Grad. Il castello è posto su un colle a dominare la cittadina. Costruito alla fine del XII secolo dagli Hahold, feudatari del luogo. La struttura attualmente visibile è di origine settecentesca per opera del duca Eszterházy, che lo rifece con gusto barocco. Ora è sede della Lendavska galerija-muzej, fondata nel 1980.

- Sv. Katarine. La pieve di Santa Caterina è menzionata nel XIV secolo. L'edificio attuale è del 1751.

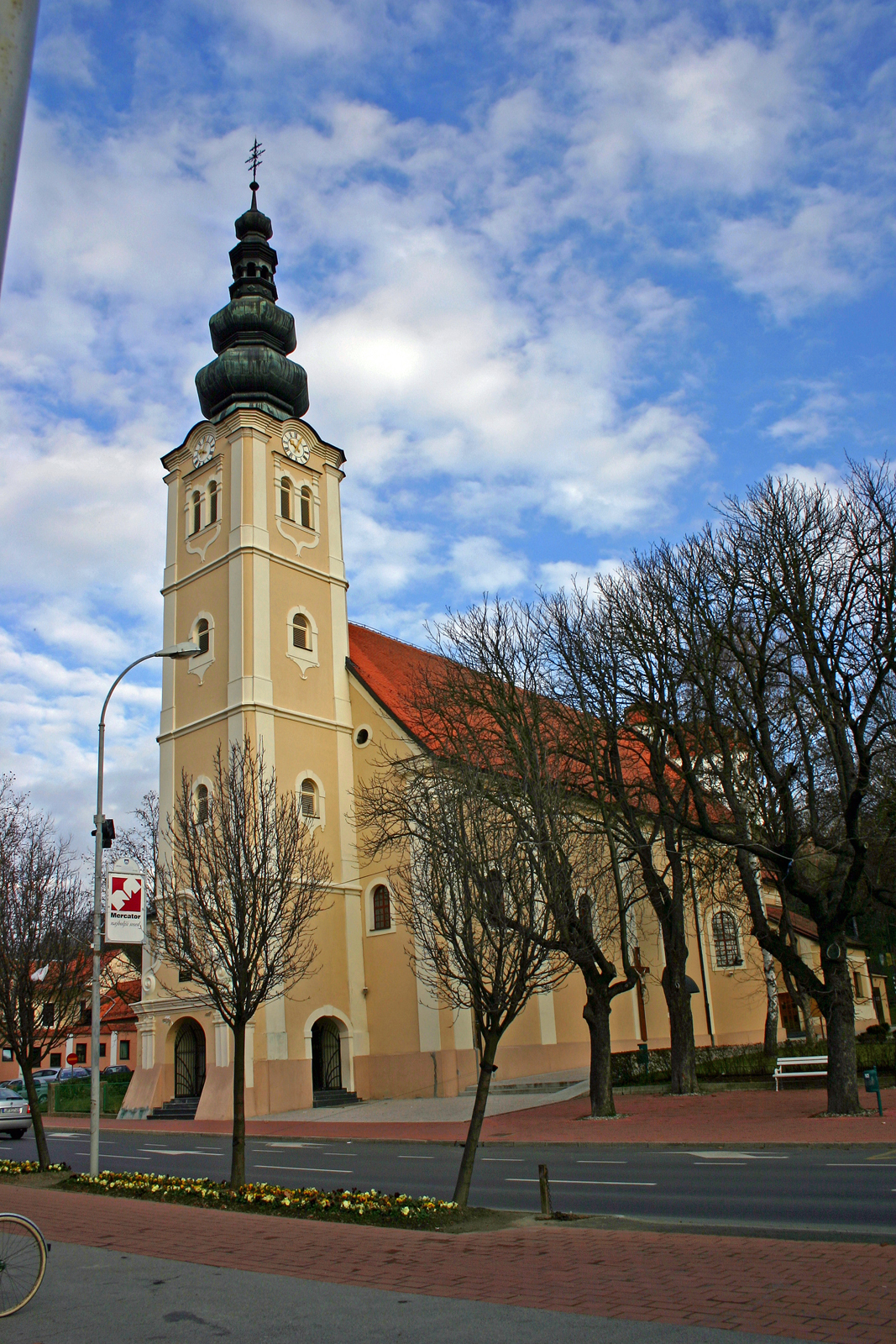
La pieve di Santa Caterina a Lendava

## Geografia antropica

### Suddivisioni amministrative
Il comune di Lendava è diviso in 23 insediamenti (naselja):
| - Banuta - Benica - Brezovec - Čentiba - Dolga Vas - Dolgovaške Gorice - Dolina pri Lendavi - Dolnji Lakoš | - Gaberje - Genterivci - Gornji Lakoš - Hotiza - Kamovci - Kapca - Kot - Lendava | - Lendavske Gorice - Mostje - Petišovci - Pince - Pince-Marof - Radmožanci - Trimlini |

## Economia
Centro agricolo importante, è sede di fiera dal 1366. Nei suoi pressi vi sono le Terme Lendava, sfruttate dal secondo dopoguerra. La loro storia è alquanto curiosa visto che la sacca di acque minerali che le alimenta fu scoperta a seguito di trivellazioni effettuate in ricerca del petrolio.

## Amministrazione

### Gemellaggi
- Zalaegerszeg

## Sport
Il NK Nafta Lendava è il massimo club calcistico cittadino, che milita nella PrvaLiga slovena.